# 安东尼奥·迪真纳罗
安东尼奥·迪·詹纳罗（義大利語：Antonio Di Gennaro，1958年10月5日—），意大利男子足球运动员，场上位置是中场。他曾代表意大利国家队参加1986年国际足联世界杯，结果止步十六强。